# 文學アジア3×2×4
文學アジア3×2×4（ぶんがくあじあ3×2×4）は、日本・韓国・中国の文芸誌三誌が合同で行った文学企画。2010年5月に企画の第1回が掲載された。
毎回、3か国の文芸誌がそれぞれ選出した2名の小説家が共通の主題で小説を執筆し、その計6作品が各誌の同月号で発表された。この企画は当初の予定通り、2年間で計4回行われた。企画を主催した文芸誌は日本の『新潮』、韓国・ソウルの『子音と母音』、中国・上海の『小説界』。
第1回の主題は「都市」で、日本では『新潮』2010年6月号（2010年5月7日刊行）に掲載された。第2回の主題は「性」、第3回の主題は「旅」、第4回の主題は「喪失」。

## 企画を主催した文芸誌
- 日本 『新潮』 - 1904年5月創刊、新潮社
  - 月刊誌。日本で最も長く刊行されている文芸誌[2]。
- 韓国 『子音と母音』（자음과모음） - 2008年8月創刊、イルム出版社（現・子音と母音社）[3]。
  - 季刊誌。人文編と文学編の2分冊になっており、最新号の第7号では計1000ページを超える[4]。
- 中国 『小説界』（小说界） - 1981年5月創刊、上海文芸出版社
  - 隔月刊。「鋭敏であり、海派（上海スタイル）であり、幅広く、読むに値する」がモットー[4]。

## 第一回「都市」篇
『新潮』2010年6月号、『子音と母音』2010年夏号（8号）、『小説界』2010年3号掲載。作者名のカタカナ表記は『新潮』に従う。
| 国   | 作者                         | 日本語タイトル             | 韓国語タイトル     | 中国語タイトル       | 日本語訳者 | 作家紹介         |
| ---- | ---------------------------- | -------------------------- | ------------------ | -------------------- | ---------- | ---------------- |
| 日本 | 島田雅彦                     | 死都東京                   | 사도 도쿄          | 死都东京（死都東京） | -          | 前田塁           |
| 日本 | 柴崎友香                     | ハルツームにわたしはいない | 하르툼에 나는 없다 | 我不在喀土穆         | -          | 佐々木敦         |
| 韓国 | イ・スンウ                   | ナイフ                     | 칼                 | 刀                   | 白石あゆみ | パク・ソンウォン |
| 韓国 | キム・エラン                 | 水の中のゴライアス         | 물속 골리앗        | 水中巨人             | 金明順     | ジョン・ヨウル   |
| 中国 | 蘇童（スー・トン）           | 香草営（シアンツァオイン） | 샹차오잉           | 香草营（香草営）     | 藤井省三   | 賀紹俊           |
| 中国 | 于暁威（ユー・シアオウェイ） | きょうの天気は             | 날씨 참 좋다       | 天气很好（天気很好） | 桑島道夫   | 賀紹俊           |

## 第二回「性」篇
『新潮』2010年12月号、『子音と母音』2010年冬号（10号）、『小説界』2010年6号掲載。作者名のカタカナ表記は『新潮』に従う。
| 国   | 作者                       | 日本語タイトル       | 韓国語タイトル                | 中国語タイトル                           | 日本語訳者 | 作家紹介         |
| ---- | -------------------------- | -------------------- | ----------------------------- | ---------------------------------------- | ---------- | ---------------- |
| 日本 | 河野多惠子                 | 緋                   | 붉은 비단                     | 绯（緋）                                 | -          | 菅野昭正         |
| 日本 | 岡田利規                   | 耐えられるフラットさ | 참을 수 있는 단조로움         | 可以忍受的平淡                           | -          | 佐々木敦         |
| 韓国 | チョン・イヒョン           | 午後4時の冗談        | 오후 네시의 농담              | 午后四时的戏言（午後四時的戯言）         | 金明順     | シム・ジンギョン |
| 韓国 | キム・ヨンス               | 4月のミ、7月のソ     | 사월의 미, 칠월의 솔          | 四月的咪，七月的嗦                       | 崔真碩     | ポク・ドフン     |
| 中国 | 葛水平（コー・シュイピン） | 月明かりは誰の枕辺に | 달빛은 누구 머리맡의 등잔인가 | 月色是谁枕边的灯盏（月色是誰枕辺的灯盞） | 桑島道夫   | 賀紹俊           |
| 中国 | 須一瓜（シュ・イークア）   | 海鮮礼賛             | 해산물은 나의 운명            | 海鲜啊海鲜，怎么那么鲜啊                 | 堀内利恵   | 賀紹俊           |

## 第三回「旅」篇
『新潮』2011年6月号、『子音と母音』2011年夏号（12号）、『小説界』2011年3号掲載。作者名のカタカナ表記は『新潮』に従う。
| 国   | 作者                         | 日本語タイトル         | 韓国語タイトル  | 中国語タイトル                       | 日本語訳者 | 作家紹介         |
| ---- | ---------------------------- | ---------------------- | --------------- | ------------------------------------ | ---------- | ---------------- |
| 日本 | 江國香織                     | 犬とハモニカ           | 개와 하모티카   | 狗与口琴                             | -          | 江南亜美子       |
| 日本 | 町田康                       | 先生との旅             | 선생과의 여행   | 与老师一起的旅程（与老師一起的旅程） | -          | 陣野俊史         |
| 韓国 | チョウ・ヒョン               | ゴッホとの一夜         | 고흐와의 하룻밤 | 与梵高共度一晚                       | 金明順     | イム・テフン     |
| 韓国 | パク・ミンギュ               | ロードキル ―― Roadkill | 로드킬          | 被碾死的动物（被碾死的動物）         | 渡辺直紀   | キム・ヨンチャン |
| 中国 | 叶弥（イエ・ミ）             | もう一つの世界で       | 너의 세계 밖    | 你的世界之外                         | 垂水千恵   | 王穎             |
| 中国 | 徐則臣（シュイ・ゼォチェン） | グスト城               | 구스터 성       | 古斯特城堡                           | 上原かおり | 王穎             |

## 第四回「喪失」篇
『新潮』2011年12月号、『子音と母音』2011年冬号（14号）、『小説界』2011年6号掲載。作者名のカタカナ表記は『新潮』に従う。
| 国   | 作者                       | 日本語タイトル   | 韓国語タイトル      | 中国語タイトル                   | 中国語タイトル                   | 日本語訳者 | 作家紹介         |
| ---- | -------------------------- | ---------------- | ------------------- | -------------------------------- | -------------------------------- | ---------- | ---------------- |
| 日本 | 津島佑子                   | ヒグマの静かな海 | 불곰의 조용한 바다  | 棕熊的宁静的海（棕熊的寧静的海） | 棕熊的宁静的海（棕熊的寧静的海） | -          | 川村湊           |
| 日本 | 阿部和重                   | Geronimo-E, KIA  | Geronimo-E, KIA     | 任务完成（任務完成）             | 任务完成（任務完成）             | -          | 池田雄一         |
| 韓国 | キム・イソル               | 餌               | 미끼                | 诱饵（誘餌）                     | 诱饵（誘餌）                     | 金明順     | シム・ジンギョン |
| 韓国 | チョン・ミギョン           | 南寺             | 남쪽 절             | 黑暗空间（黒暗空間）             | 黑暗空间（黒暗空間）             | 渡辺直紀   | キム・ミヒョン   |
| 中国 | 莫言（モオイエン）         | 小説二題         | 두 가지 주제의 소설 | 澡堂                             | 红床（紅床）                     | 吉田富夫   | 王穎             |
| 中国 | 金仁順（チン・レンシュン） | ある法会         | 신회(神會)          | 神会                             | 神会                             | 鷲巣益美   | 王穎             |

## 関連出版物
第1回と第2回の作品、計12編を収録する作品集が韓国で刊行されている。
- 젊은 도시, 오래된 성(性) （子音と母音社、2011年5月、ISBN 978-89-5707-565-4）[5]

## 関連企画
「文學アジア3×2×4」と並行して、韓国の『子音と母音』、中国の『小説界』では両国の長編小説の同時掲載も行った（日本の『新潮』は参加していない）。
- 第1回
  - 韓国作品 - パク・ポムシン（ko）（박범신、朴範信）『비즈니스』 - 中国語タイトル：『流苏树』（流蘇樹） （『子音と母音』2010年秋号（9号）、冬号（10号）、『小説界』2010年5号、6号に掲載）
  - 中国作品 - 蒋韵（ジアンユン）『行走的年代』 - 韓国語タイトル：『길 위의 시대』 （『子音と母音』2010年秋号（9号）、冬号（10号）、『小説界』2010年5号に掲載）
- 第2回
  - 韓国作品 - キム・ヨンス（ko）（김연수、金衍洙）『희재』 - 中国語タイトル：『熙载』（煕載） （『子音と母音』2011年夏号（12号）〜2012年春号（15号）、『小説界』2011年5号に掲載）
  - 中国作品 - 裘山山（チウ・シャンシャン）『我的爱情绽放如雪』（我的愛情綻放如雪） - 韓国語タイトル：『내 사랑은 눈꽃처럼 핀다』 （『子音と母音』2011年夏号（12号）〜2011年冬号（14号）、『小説界』2011年4号に掲載）

## 注
1. ↑  イ・スンウ（ko）（이승우、李承雨） - 1959年生まれ、男性。1981年デビュー。
2. ↑  キム・エラン（ko）（김애란、金愛爛） - 1980年生まれ、女性。2003年デビュー。
3. ↑  蘇童（zh）（スー・トン、苏童） - 1963年生まれ、男性。1983年デビュー。
4. ↑  于暁威（ユー・シアオウェイ、于晓威） - 1970年生まれ、男性。
5. ↑  チョン・イヒョン（ko）（정이현、鄭梨賢） - 1972年生まれ、女性。2002年デビュー。
6. ↑  キム・ヨンス（ko）（김연수、金衍洙） - 1970年生まれ、男性。1993年デビュー。
7. ↑  葛水平（コー・シュイピン、葛水平） - 1966年生まれ、女性。2003年に小説の執筆を開始した。
8. ↑  須一瓜（シュ・イークア、须一瓜） - 1960年代生まれ、女性。1980年代末に創作を始め、その後しばらく筆をとっていなかったが、2000年に創作を再開した。
9. ↑  チョウ・ヒョン（조현、曹鉉） - 男性。2008年デビュー。
10. ↑  パク・ミンギュ（박민규、朴玟奎） - 1968年生まれ、男性。2003年デビュー。
11. ↑  叶弥（イエ・ミ、叶弥） - 1960年代生まれ、女性。1983年デビュー。
12. ↑  徐則臣（シュイ・ゼォチェン、徐则臣） - 1978年生まれ、男性。
13. ↑  キム・イソル（김이설、金異説） - 女性。
14. ↑  チョン・ミギョン（정미경、鄭美景） - 女性。1987年デビュー。
15. ↑  金仁順（チン・レンシュン、金仁顺） - 1970年生まれ、女性。1996年デビュー。

## 参照
1. ↑  『新潮』2010年6月号 p.6 および、外部リンク「編集長から 新潮 2010年6月号 文學アジア3×2×4」参照
2. ↑  「新潮」編集部編「表紙と目次で見る「新潮」100年」参照
3. ↑  2010年1月、イルム（이룸）から子音と母音（자음과모음）に名称が変更された。公式サイトの記事'이룸'출판사명이 '자음과모음'으로 변경되었습니다.参照
4. 1 2  文學アジア3×2×4 パートナー誌から日本の読者へ（『新潮』2010年6月号、p.127）参照
5. ↑  子音と母音社公式サイト内の紹介ページ